# Ptychostomum longisetum
Ptychostomum longisetum là một loài Rêu trong họ Bryaceae. Loài này được (Blandow ex Schwägr.) J.R. Spence mô tả khoa học đầu tiên năm 2005.